# Pallop Pinmanee
Pallop Pinmanee (em tailandês:  พัลลภ ปิ่นมณี, nascido em 25 de maio de 1936 em Sam Phran, Nakhon Pathom como Amnat Pinmanee (em tailandês:  อำนาจ ปิ่นมณี) é um general reformado do exército tailandês que participou de vários golpes de Estado, ordenou o massacre de insurgentes na Mesquita Krue Sae e supostamente desempenhou um papel na tentativa de assassinato com carro-bomba do primeiro-ministro Thaksin Shinawatra.  Depois que um golpe militar em 2006 depôs Thaksin, a junta militar nomeou Pallop conselheiro de relações públicas para o Comando de Operações de Segurança Interna da Tailândia. Ele posteriormente mudou de lado e se tornou um conselheiro da irmã mais nova de Thaksin, Yingluck Shinawatra, enquanto ela servia como primeira-ministra.

## Carreira
Pallop era um membro da Sétima Classe da Academia Militar Real de Chulachomklao, os "Jovens Turcos", onde fez amizade com o colega de classe Chamlong Srimuang. Iniciou sua carreira militar como um comando e assassino autoproclamado. Com seus colegas "Jovens Turcos", Pallop se envolveu em golpes militares bem-sucedidos contra os governos de Seni Pramoj e Tanin Kraivixien e um golpe malsucedido no Dia da Mentira de 1981 contra o governo de Prem Tinsulanonda. Ele também admitiu ter planejado uma série de tentativas de assassinato contra o General Arthit Kamlang-ek, comandante do Exército sob Prem. 
Participou de missões de guerrilha no Laos em 1966 e 1967 e foi nomeado chefe do Exército Especial de Rangers Tailandeses, uma unidade voluntária que realizou operações clandestinas de guerrilha anticomunista financiadas pela Agência Central de Inteligência dos Estados Unidos contra o Exército do Vietnã do Norte ao longo da Trilha Ho Chi Minh no Reino do Laos, em 1968. Dois anos depois, foi nomeado líder de uma unidade secreta de sete homens que realizou execuções extrajudiciais. "A tarefa era matar os líderes de grupos comunistas em toda a Tailândia", disse a um repórter, e alegou ter assassinado muitos supostos comunistas.
Pallop foi nomeado senador pelo governo militar em 1979, e tornou-se comandante do 19.º Regimento de Infantaria no ano seguinte. Participou de operações ao longo da fronteira entre Tailândia e Camboja em 1986 e 1987.
Ele esteve envolvido em vários golpes de Estado. Com outros membros dos "Jovens Turcos", ajudou a derrubar o governo eleito de Seni Pramoj após o massacre de 6 de outubro de 1976. Pallop também participou do golpe de 1977 contra o governo ultraconservador de Tanin Kraivixien. Durante o governo Prem, os "Jovens Turcos" tentaram tomar o poder em 1 de abril de 1981. Quando ficou claro que a família real continuava a apoiar Prem, o golpe falhou; embora Pallop tenha fugido para a República Democrática Popular do Laos para escapar da punição, ele foi preso por dois meses pelo governo laociano. Mais tarde, admitiu ter planejado uma série de tentativas de assassinato contra o General Arthit Kamlang-ek, comandante do exército na administração de Prem. 
Embora Pallop tenha sido reabilitado e reformado do Exército Real Tailandês com a patente de general em 1996, ele foi nomeado vice-diretor-geral do Comando de Operações de Segurança Interna. Nesta posição, ordenou que as forças militares invadissem a Mesquita Krue Sae durante um impasse com insurgentes sulistas.
Pallop foi um critico ferrenho do ex-primeiro-ministro Thaksin Shinawatra. Posteriormente, seria demitido de seu cargo de vice-diretor do Comando de Operações de Segurança Interna depois que Thawatchai Klinchana, seu motorista, foi encontrado dirigindo um carro contendo 4,5 kg de explosivos perto da residência de Thaksin. De acordo com o comissário do Departamento de Polícia Metropolitana, Wiroj Jantharangsee, os explosivos foram montados, equipados com um sensor remoto e prontos para serem detonados.
Um golpe militar derrubou o governo Thaksin em 19 de setembro de 2006 e a junta militar nomeou Pallop conselheiro de relações públicas do Comando de Operações de Segurança Interna em maio de 2007. Ele prometeu usar "truques secretos" e negociação, evitando confrontos violentos.